# Собор Святых Петра и Павла (Печ)
Собор Святых Петра и Павла — римско-католический собор в городе Печ, Венгрия, малая базилика, кафедра Печского епископа. Четыре башни собора, определяющие его оригинальный внешний облик, являются архитектурной доминантой старого города и служат визитной карточкой Печа.
Первая раннехристианская часовня в Сопиане, римская провинция Паннония, была заложена ещё в IV веке нашей эры. Храм неоднократно перестраивался. Нижняя церковь и две западных башни восходят ко времени Святого Иштвана, по приказу которого была основана Печская епархия. Современная базилика начала отстраиваться после большого пожара 1064 года; с участием итальянских архитекторов. В средние века церковь расширялась и достраивалась, поэтому в её облике можно видеть черты самых различных архитектурных стилей — романского, готики, классицизма. В XVI—XVII веках, когда Венгрия находилась под властью турок, собор использовался как мечеть.
В начале XIX века собор снова перестраивается под руководством архитектора Михая Поллака в духе классицизма. В 1882—1891 годах в честь тысячелетия завоевания родины на Дунае собор украсился классическим главным фасадом с заострёнными арочными формами. Серьёзной реконструкции подвергся и интерьер собора — в нём появились фрески и позолоченные скульптуры. Реализация амбициозного проекта венского архитектора Фридриха фон Шмидта финансировалась, в частности, за счёт доходов Печской епархии от добычи каменного угля в горах Мечек. Уже в середине XX века на южном фронтоне собора были установлены скульптуры двенадцати апостолов работы Антала Кароя.
Длина собора составляет 70 метров, ширина — 20 метров. Высота нефа — 22 метра, башен собора — 60 метров, колокол западной башни — один из самых больших в Венгрии. С кафедры собора проповедовал Янус Паннониус, орган собора помнит пальцы Ференца Листа. В 1990 году собор посетил папа Иоанн Павел II.

## Фотогалерея
- Общий вид на собор
- Фасад собора
- Башни собора
- Интерьер собора
- Нижняя церковь